# Prosevania simillima
Prosevania simillima är en stekelart som först beskrevs av Günther Enderlein 1906.  Prosevania simillima ingår i släktet Prosevania och familjen hungersteklar. Inga underarter finns listade i Catalogue of Life.